# Oligocottus
Oligocottus – rodzaj ryb skorpenokształtnych z rodziny głowaczowatych. 

## Klasyfikacja
Gatunki zaliczane do tego rodzaju:

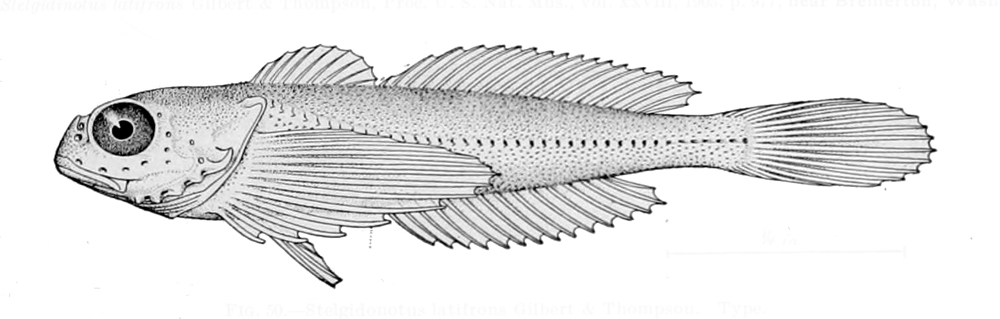
Oligocottus maculosus
- Oligocottus rimensis
- Oligocottus rubellio
- Oligocottus snyderi

- Oligocottus rimensis